# Pierre de Cardonnel (homme politique)
Pour les articles homonymes, voir Pierre de Cardonnel (imprimeur) et Cardonnel.
Pierre de Cardonnel, né le 29 mai 1770 à Monestiés et décédé le 11 juillet 1829 à Paris, est un homme politique français.

## Sources
- « Pierre de Cardonnel (homme politique) », dans Adolphe Robert et Gaston Cougny, Dictionnaire des parlementaires français, Edgar Bourloton, 1889-1891 [détail de l’édition]